# 民立报

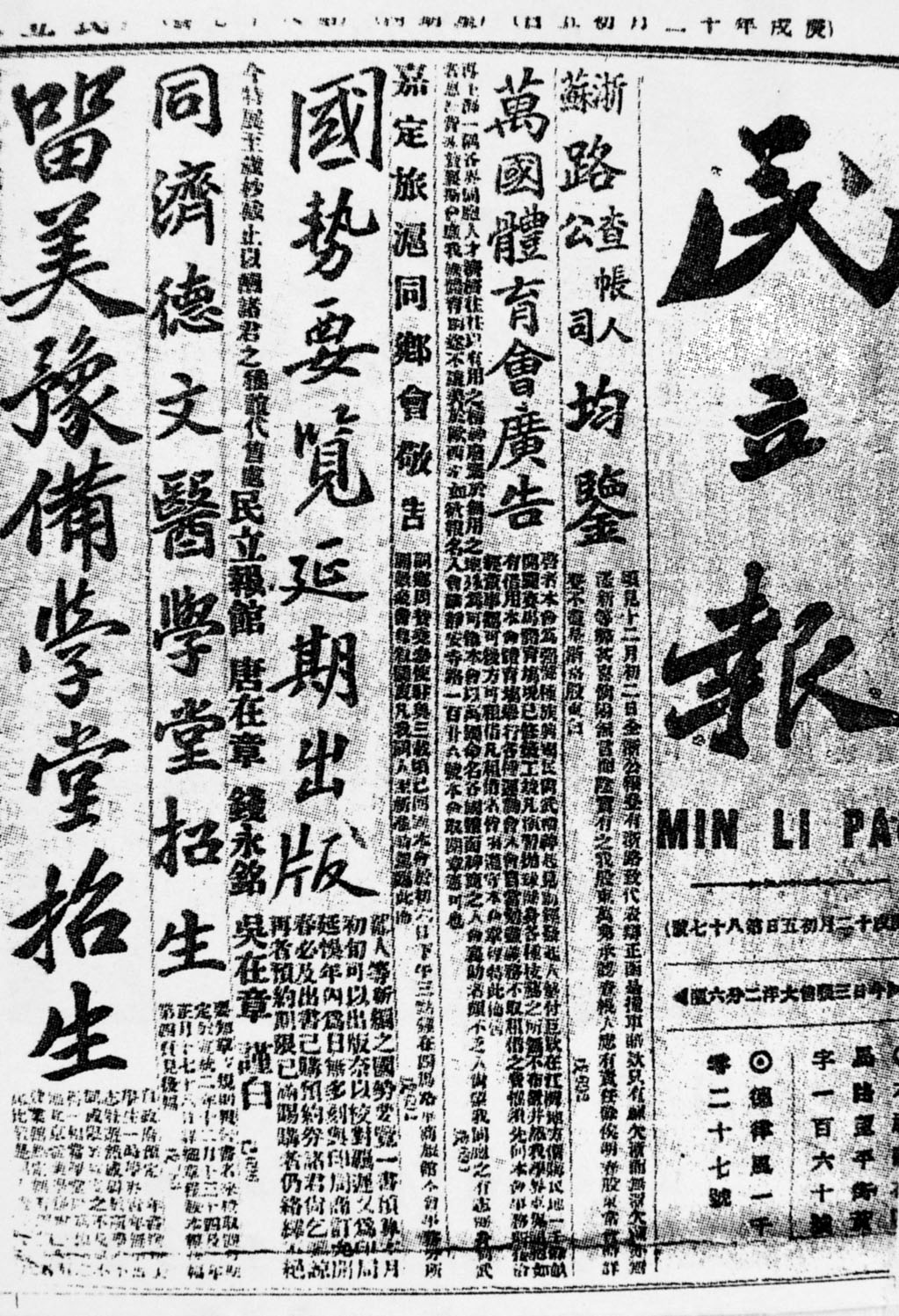
《民立报》

《民立报》是于右任1910年在上海创办的报纸，到1913年9月4日停刊，发行时间为3年。1911年，被同盟会定为中部总会的机关报，对辛亥革命也产生了巨大的影响，是当时国内影响較大的一份日报。

## 简介

### 创办背景
《民立报》的创刊，与当时的时代背景是分不开的，首先，甲午战争后，清政府日益衰败，越来越多的社会矛盾威胁着其统治，也放松了对言论的管制；同时，外部帝国主义的侵略也让民族危机日益深重。在这种状况下，各路新兴知识分子需要一个宣传思想、引导舆论、实现政治理想的空间，在一定程度上也刺激了当时中国报业的发展，《民立报》也在这波办报潮中应运而生。其次，革命的发端和开展也一定程度上也促成了《民立报》的出现，并成为革命派宣传政治思想的重要阵地。

### 性质和宗旨
《民立报》是由以革命派主办的报纸，主要目的也是发表政论、传播新闻、宣传革命黨思想。
它的宗旨是通过宣传革命思想使民族、国家独立。

### 栏目及主要撰稿人
《民立报》的主要栏目有政论、新闻，同时，报纸上也刊登一些广告。其中，政论文多为对时事进行点评，文笔犀利，切中时弊，针砭时事，同时也宣传憲政、民主的政治思想。新闻的报道占据了整个报纸报道的大部分，既有生活和社会新闻，也有中外要闻，此外，在副刊部分，《民立报》也刊载一些文艺作品，潜移默化地宣传和影响民众。
《民立报》的主要撰稿人首先当数于右任，他既是报社社长，同时又是报社主笔，宣传革命思想，其他的主笔还有宋教仁、章士钊、叶楚枪、景耀月等，他们大多有海外留学经历，接收了中西贯通和融合的思想，在知识分子阶层中属于新生和主体力量。

## 宣传内容及思想
揭露中国国内外矛盾及危急形势
甲午战争后，中国陷入了深重的民族危机之中，帝国主义列强在武力侵略的同时，意图以签订不平等条约等各种形式对中国实行经济、政治、社会上的控制和剥削。在这种形势下，《民立报》担当起了社会责任，在報導中揭露了列強的種種侵略行動，同時也抨擊了清廷的應對措施。
鼓吹革命，以实现国家和民族独立
《民立报》通过文章和政论，针砭时弊，深刻分析了当时的形势，并宣传革命思想，期能藉此实现国家和民族独立。同时，报纸通过报道国外起义革命的进展实况，为中国的革命运动提供了借鉴。在武昌起义期间，《民立报》用大幅版面全力配合革命打造声势，在各地大力宣传武昌起义，在舆论宣传方面提供了充分的保障。
呼吁建国，实现共和
《民立报》大力倡导及时建立统一政府以保证革命最后的成功，并指出国家的目的是保障人民的安定生活。它为成立新政府作出了许多实质性的贡献，包括宣传共和政体及民主思想等。在总统的推举、国会的建立、内阁的组成等方面，該報也提出了建议。南京临时政府成立后，《民立报》对其起到了一定的监督作用：反对地域集团之间的竞争以及各地出现的争权夺利现象，主张“选贤任能”；对于袁世凯任总统后不断扩张自己的权利，《民立报》也发表政论，提出由责任内阁对总统权力进行限制；此外，还发表观点对政府的经济方面进行监督，反对政府向银行借款，以防止挥霍腐败。
公开“反袁”，宣传“二次革命”
南北統一後，《民立报》对袁世凯的态度有所妥协，但仍主张限制其权利。孙中山发起“二次革命”后，《民立报》的立场就变成了积极反袁，宣传武力讨伐袁世凯，支持“二次革命”。

## 《民立报》与辛亥革命

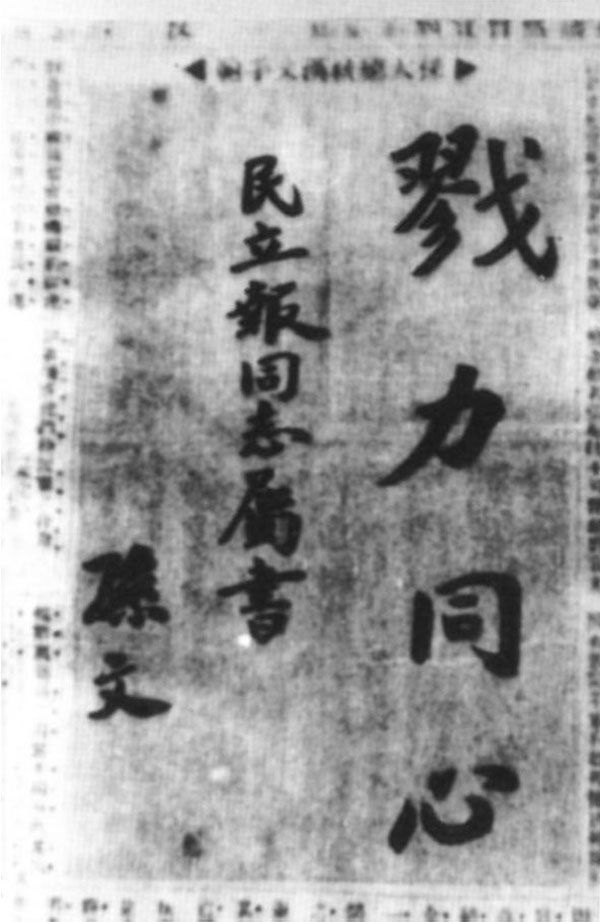
孙中山为《民立报》题词：戮力同心，民立报同志属书，孙文

《民立报》是同盟会的机关报，与辛亥革命也有着密不可分的关系，影响着革命的进程和走势，对辛亥革命产生了重要影响。
首先，在创刊初期，《民立报》就大力宣传革命思想，揭露内有清政府的昏庸腐败，外有帝国主义列强侵略的内忧外患的局势，并宣传各地的革命起义情况。武昌起义爆发后，《民立报》更是成为革命的主要舆论阵地，鼓吹民众追求国家和民族独立，并刊载了外国成功的革命起义以提供借鉴。
在辛亥革命期间，《民立报》还成为革命党人的联络中心和纽带，报纸的许多主笔也都是以此名义辗转各地，开展革命活动。
孙中山归国后，《民立报》刊登文章介绍其生平并进行赞扬，同时大力呼吁推举孙中山为临时大总统，为南京临时政府的建立有着極大的贡献。在南京临时政府建立后，《民立报》又发表一系列文章对其进行舆论监督和建言献策。
在南北統一、袁世凯擔任臨時大總統后，《民立报》主张由国会限制总统权力，并大力支持孙中山开展的“二次革命”。

## 停刊
1913年9月4日，创刊三年的《民立报》正式停刊，究其原因，主要有以下几点：
1. 《民立报》的主笔们，如于右任、宋教仁等大多离开报社开展政治方面的活动，导致报社主要力量和社会影响减弱。
2. 民国初年，办报热潮使得各个报纸相互竞争，客观上削弱了《民立报》的影响力。
3. 《民立报》停刊的根本原因是「二次革命」後袁世凯对各地的国民党报纸进行的打压和查封。

## 影响及意义

### 对近代中国社会和民众的深远影响
《民立报》宣传革命的思想，推动辛亥革命的发展，其日销量在两万份以上，在各大报纸中位居前列。

### 对民众开化和思想解放的作用
《民立报》传播革命思想和西方进步思想，呼吁人民通过革命和起义实现国家和民族的独立，做国家的主人。在南京临时政府建立后，又对政府起到了监督作用。

### 推动了中国报业和传播业的发展
《民立报》对报道的新闻业务进行改革，更加重视新闻采写和消息的传播，并有着相对稳定的报人群体，对后来的报业发展起到了借鉴作用。

### 对近现代民主革命的进程起到了推动作用
《民立报》通过宣传革命思想，启迪民智，推动了辛亥革命的进行，为现代国家政权的建设也起到了借鉴的意义。